# Liste de musées à Malte
Cet article présente une liste non exhaustive de musées à Malte par collection.

## Musées par collection

### Musées d'archéologie
- Musée national d’archéologie de La Valette
- Musée d'archéologie de Gozo à Victoria
- Musée de Ħaġar Qim à Qrendi
- Musée de Għar Dalam à Birżebbuġa
- Domus Romana à Mdina

### Musées d'histoire
- Palais de l'Inquisiteur à Vittoriosa
- Armurerie du Palais (en) à La Valette
- Ancienne Prison (en) à Victoria

### Musées de la Seconde Guerre mondiale
- Musée national de la guerre à La Valette
- Musée de Malte dans la guerre (en) à Vittoriosa
- Musée de l'aviation de Malte (en) à Ta' Qali

### Musées des sciences
- Musée national des sciences naturelles à Mdina
- Musée de la Nature (anciennement Musée des Sciences Naturelles) à Victoria
- Centre d'interprétation des falaises à Dingli

### Musées des techniques
- Musée maritime de Malte à Vittoriosa
- Musée de voitures d’époque à St Paul's Bay

### Musées d'ethnographie
- Musée du folklore (en) à Victoria
- Musée du folklore à Għarb
- Moulin de Ta’ Kola (en) à Xagħra
- Ir-Razzett tal-Markiz à Mosta
- Musée des jouets à Xagħra
- Musée Tunnara (en) à Mellieħa

### Musées d'art
- MUŻA, le musée national des Beaux-Arts à La Valette
- Saint James Cavalier à La Valette
- Musée d'art moderne Tempra à Mġarr (Malte)

### Musée culturels
- Musée du théâtre Manoel à La Valette

### Musées cultuels
- Musée de la Cathédrale Saint-Jean à La Valette
- Musée de la Cathédrale Saint-Pierre et Saint-Paul à Mdina
- Musée de la Cathédrale Notre-Dame-de-l'Assomption à Victoria
- Musée de la Basilique Saint-Georges de Rabat (Gozo)

### Demeures historiques
- Appartement d’État du palais des grands maîtres à La Valette
- Palazzo Parisio (en) à Naxxar
- Palais Falson à Mdina
- Casa Bernard à Rabat (Gozo)
- Casa Rocca Piccola (en) à La Valette
- Musée Wignacourt (en) à Rabat (Malte)

### Musées d'architecture militaire
- Centre d’interprétation des fortifications (en) à La Valette
- Tour Wignacourt (en) à St Paul's Bay